# القوة الفضائية للولايات المتحدة
القوات الفضائية للولايات المتحدة (بالإنجليزية: The United States Space Force)‏، وهي أحد الأفرع العسكرية للقوات المسلحة الأمريكية التي تختص بتنفيذ العمليات الفضائية العسكرية، وتعتبر إحدى القوات النظامية الثماني للولايات المتحدة. تعتبر هذه القوات سادس وأصغر فرع ضمن القوات المسلحة الأمريكية، وهو أول الأفرع العسكرية التي أُنشئت منذ تشكيل القوات الجوية الأمريكية المستقلة في عام 1947. تشكلت قيادة قوات الفضاء التابعة للقوات الجوية، وهي قيادة رئيسية بالقوات الجوية للولايات المتحدة، يوم 1 سبتمبر عام 1982، وكانت مسؤولة عن العمليات الحربية الفضائية. وأعاد قانون تفويض الدفاع الوطني لعام 2020 تسمية قيادة قوات الفضاء بالقوات الجوية إلى القوات الفضائية للولايات المتحدة، واعترف بها باعتبارها فرعًا مستقلًا ضمن القوات المسلحة الأمريكية يوم 20 ديسمبر عام 2019.
تأسست القوات الفضائية للولايات المتحدة باعتبارها فرعًا للخدمات العسكرية ضمن وزارة القوات الجوية، وهي إحدى الوزارات العسكرية الثلاث التابعة لوزارة الدفاع. تُقاد القوات الفضائية من خلال وزارة القوات الجوية بواسطة وزيرها، والذي يقدم تقاريره لوزير الدفاع، ويُعين بواسطة رئيس الجمهورية بعد موافقة مجلس الشيوخ. تعتبر هذه القوات أقل أفرع القوات المسلحة التابعة لوزارة الدفاع من ناحية عدد الأفراد.
يعتبر رئيس العمليات الفضائية أكبر الضباط العاملين بالقوات الفضائية، ما لم يشغل أحد الضباط الآخرين منصب رئيس أو نائب رئيس هيئة الأركان المشتركة. يشرف رئيس عمليات الفضاء على وحدات القوات الفضائية ويعمل بصفته أحد أعضاء هيئة الأركان المشتركة. ستُعين بعض وحدات القوات الفضائية، وفقًا لتوجيهات من وزير الدفاع ووزير القوات الجوية، للقيادة المقاتلة الموحدة. وسيُكلف قادة هذه القيادة المقاتلة بسلطة تشغيلية على الوحدات المُعينة تحت قيادتهم، بينما سيظل وزير القوات الجوية ورئيس العمليات الفضائية محتفظين بالسلطة الإدارية على أفرادهم.

## المهام والواجبات

### المهام
وفقًا لما وصفه قانون القوات الفضائية للولايات المتحدة، ستؤسَّس هذه القوات، وستُدرب، وستُجهز لهذه المهام:
1. تنفيذ العمليات العسكرية للولايات المتحدة بحرية في الفضاء، ومنه، وإليه
2. تنفيذ العمليات العسكرية الفضائية السريعة والمستدامة

### الواجبات
ستشمل واجبات القوات الفضائية على الآتي:
1. حماية مصالح الولايات المتحدة في الفضاء
2. ردع أي عدوان في الفضاء، ومنه، وإليه
3. تنفيذ العمليات العسكرية الفضائية

## الدور والرسالة
تنص رسالة القوات الفضائية للولايات المتحدة على «تنظيم، وتدريب، وإعداد القوات الفضائية بغرض حماية مصالح الولايات المتحدة وحلفائها في الفضاء، ولتوفير القدرات الفضائية للقوات المشتركة. وتشمل مسؤولياتها على تنمية المهنيين بمجال الفضاء العسكري، والحصول على الأنظمة الفضائية العسكرية، والارتقاء بالعقيدة العسكرية للقوات الفضائية، وتنظيم وحدات من القوات الفضائية لتقديمها للقيادة المقاتلة».

### الأفراد
عُين حاليًا كافة أعضاء القيادة السابقة لقوات الفضاء بالقوات الجوية في القوات الفضائية للولايات المتحدة، مع انتقال بعض الأعضاء في تخصصات معينة إلى القوات الجديدة خلال 18 شهرًا بعد تأسيس القوات الفضائية في ديسمبر عام 2019. وسيُعين أعضاء من الجيش والبحرية أيضًا في القوات الفضائية. يوجد حاليًا 16000 فرد مُعين بهذه القوات.

### الضباط المكلفون والأفراد المجندون
يحتفظ كافة أعضاء القوات الفضائية حاليًا بالدرجات والرتب الخاصة بهم في أثناء عملهم بالقوات الجوية سابقًا، ولكن لم يُعلن عن الهيكل المستقر للرتب حتى الآن. وما زالت رتبة اللواء الرتبة الوحيدة المستخدمة في القوات الفضائية حتى شهر يناير عام 2020.

### الزي الموحد
تستخدم القوات الفضائية الزي العسكري الموحد للقوات الجوية، على الرغم من أنها تطور مجموعةً مميزةً من اللباس الموحد الخاص بها، واتخذت القوات الفضائية الزي المموه على نمط تمويه العمليات ليكون الزي الموحد للعمليات القتالية.

### الأوسمة والشارات
استُخدم عدد من الشارات التعريفية المختلفة، بالإضافة إلى الزي الموحد، بواسطة القوات الفضائية لتوضيح التكليف الوظيفي أو مستوى التأهيل للمهام المُكلَّفة. تشمل الشارات التعريفية المستخدمة حاليًا بواسطة القوات الفضائية الشارة التعريفية للقوات الفضائية بالولايات المتحدة وشارة قيادة العمليات الفضائية.

## انظر ايضا
مركز استخبارات الفضاء الوطني

## استشهادات
1. 1 2   https://www.spaceforce.mil/About-Us/About-Space-Force/. اطلع عليه بتاريخ 2020-09-29. {{استشهاد ويب}}: |url= بحاجة لعنوان (مساعدة) والوسيط |title= غير موجود أو فارغ (من ويكي بيانات) (مساعدة)
2. ↑  "AFSPC History". www.afspc.af.mil. مؤرشف من الأصل في 2020-02-05. اطلع عليه بتاريخ 2020-01-27.
3. ↑  "S. 1790: National Defense Authorization Act for Fiscal Year 2020". 19 ديسمبر 2019. مؤرشف من الأصل في 2019-12-29.
4. ↑  "Fact Sheet". www.spaceforce.mil. مؤرشف من الأصل في 2020-01-16. اطلع عليه بتاريخ 2020-01-27.
5. ↑  "National Defense Authorization Act for Fiscal Year 2020" (PDF). United States House of Representatives. ديسمبر 2019. مؤرشف من الأصل (PDF) في 2020-01-25.
6. ↑  U.S. Department of Defense (فبراير 2019). "United States Space Force Strategic Overview" (PDF). defense.gov. مؤرشف من الأصل (PDF) في 2019-10-31. اطلع عليه بتاريخ 2019-05-11.
7. ↑   https://web.archive.org/web/20200205024728/https://velosteam.com/wp-content/uploads/2020/02/Space-Force-Report.pdf. مؤرشف من الأصل (PDF) في 2020-02-05. {{استشهاد ويب}}: الوسيط |title= غير موجود أو فارغ (مساعدة)
8. ↑  "How will the Space Force impact me" [en]. مؤرشف من الأصل في 2020-01-17. اطلع عليه بتاريخ 2020-02-06.
9. 1 2  "Space Force Offers First Peek at Camouflage Uniform" [en] (بالإنجليزية). Archived from the original on 2020-01-27. Retrieved 2020-02-06.
10. ↑  Seck, Hope Hodge (17 Jan 2020). "Space Force Offers First Peek at Camouflage Uniform". Military.com (بالإنجليزية). Archived from the original on 2020-01-27. Retrieved 2020-01-27.